# Pavo
Pavo è un genere di uccelli della famiglia Phasianidae.
Comprende le seguenti specie:
- Pavo cristatus Linnaeus, 1758 - pavone indiano
- Pavo muticus Linnaeus, 1766 - pavone verde